# Vilda hjärtan kan inte krossas
Vilda hjärtan kan inte krossas (engelska: Wild Hearts Can't Be Broken) är en amerikansk dramafilm från 1991 i regi av Steve Miner. Filmen handlar om Sonora Webster Carvers liv, en ryttare av dykande hästar, filmen är baserad på hennes memoarer A Girl and Five Brave Horses utgiven 1961.

## Handling
Sonora Webster engagerades vid 20-års ålder av William Frank Carver till hans Wild West Show, en show som innehöll ett nummer med dykande hästar, vilket utfördes vid Atlantic Citys Steel Pier. Trots att Sonora Webster blev blind i en dykolycka sju år senare, fortsatte hon att följa sin passion och dyka med sina hästar.  

## Rollista i urval
- Gabrielle Anwar - Sonora Webster
- Michael Schoeffling - Al Carver
- Cliff Robertson - Doc Carver
- Dylan Kussman - Clifford
- Kathleen York - Marie
- Frank Renzulli - Mr. Frank